# Lobsang Tsedrub
Lobsang Tsedrub (1916? - ca. 1955) was een Tibetaans geestelijke. Hij was abt van het Tibetaanse klooster Tsemönling en de vierde Tsemönling rinpoche, een invloedrijke tulkulinie in Tibet die verschillende Ganden tripa's en regenten in historisch Tibet voortbracht.